# 日本怖る可し
日本怖る可し（にほんおそるべし、Japan, the air menace of the Pacific）は1932年に刊行された日米関係について述べた書籍。
原著は1927年又は1928年に発刊及び1970年に再刊されている。

## 概要
アメリカ合衆国軍人の見た、当時における日本の利害を論じ、発刊3ヶ月で100刷を数えたと、当時の広告には掲載されている。このとき、既に戦艦に対する航空機の優位を、アメリカ海軍が演習の中で確認していること。パナマ運河の攻防演習に於いて、パナマ運河の防備が困難なことを論じている。
また、戦艦の数を定めた、条約の不備と、快速巡洋艦、潜水艦の効力についても言及している。

## 著者
アメリカ陸軍大佐　ジェファソン・デヴィス Warren Jefferson Davis

## 訳者
海軍大佐 小澤覺輔（のち海軍少将）

## 発行
昭和7年4月13日印刷
昭和7年4月15日発行
昭和7年7月20日第100版発行

## 価格
定価80銭

## 発行者
東京市神田区錦町一丁目十九番地　株式会社　新光社
電話神田2126番
振替東京43240番
代表　小川　菊松

## 印刷者
東京市神田区松下町7番地
服部源治　明治印刷株式会社

## 原著
Japan, the air menace of the Pacific
The Christopher publishing house (Boston), 1928
Arno Press(New York), 1970 [c1927]
Warren Jefferson Davis